# Óbidos (hrad)
Hrad Óbidos (portugalsky Castelo de Óbidos) je jeden ze středověkých hradů v Portugalsku. Nachází se v občině Santa Maria, São Pedro e Sobral da Lagoa v portugalské obci Óbidos v historické provincii Estremadura. Hrad byl několikrát přestavován a dnes tvoří výraznou dominantu historického města, které je proslulé zejména svými zachovalými hradbami. Od roku 1948 hradní palác slouží jako luxusní historický hotel typu pousada a od roku 1951 je společně s městem národní kulturní památkou.

## Historie

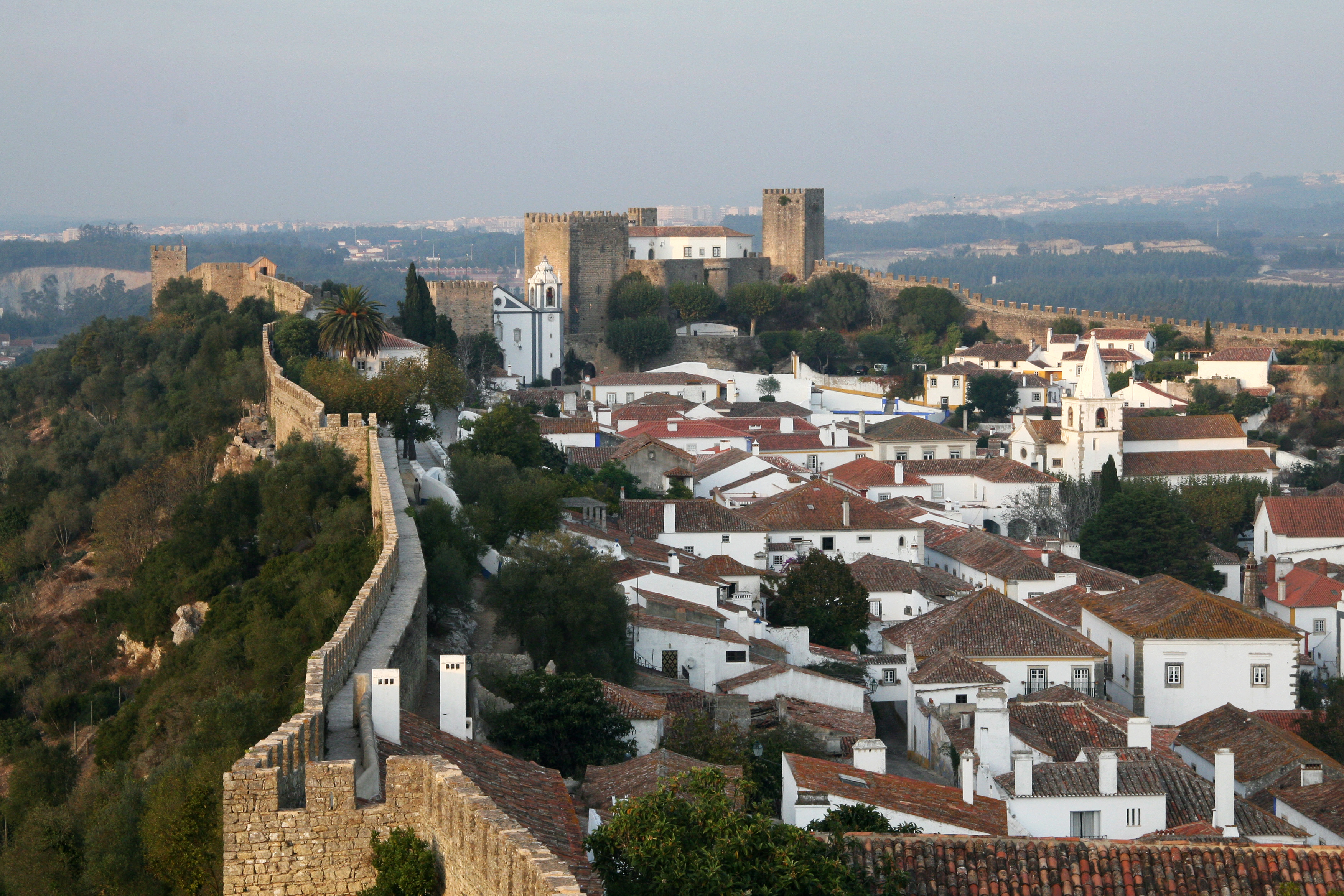
Město a hrad Óbidos s hradbou

Obec Óbidos vznikla na místě opevněného sídliště, pravděpodobně nad luso-římským castrem a římským oppidem (později civitas) na kopci. Šlo zřejmě o záhadné Eburobrittium, které zmiňuje Plinius starší jako ležící mezi městy Collipo (nynější Golpilheira u Leiria) a Olisipo (Lisabon). Archeologický průzkum později v okolí odhalil římské forum, lázně a další římské stavby. Oblast byla osídlena Lusitány (od 4. století př. n. l.) a Římany v 1. století, později Vizigóty v 5. a 6. století a muslimy, kteří město v 8. století opevnili.
Během křesťanské reconquisty dobyl obec 10. ledna 1148 lstí první portugalský král Alfons I. První průzkumné útoky na hrad proběhly v roce 1153, ale nebyl zcela dobyt až do vlády krále Sancha I. (v roce 1195), jak dokládá nápis na věži Torre do Facho. Tehdy byla také Albarrãská věž přeměněna na vězení. Stará pevnost byla obnovena a rozšířena králem Denisem I., který nechal také postavit barbakany u hlavní brány.

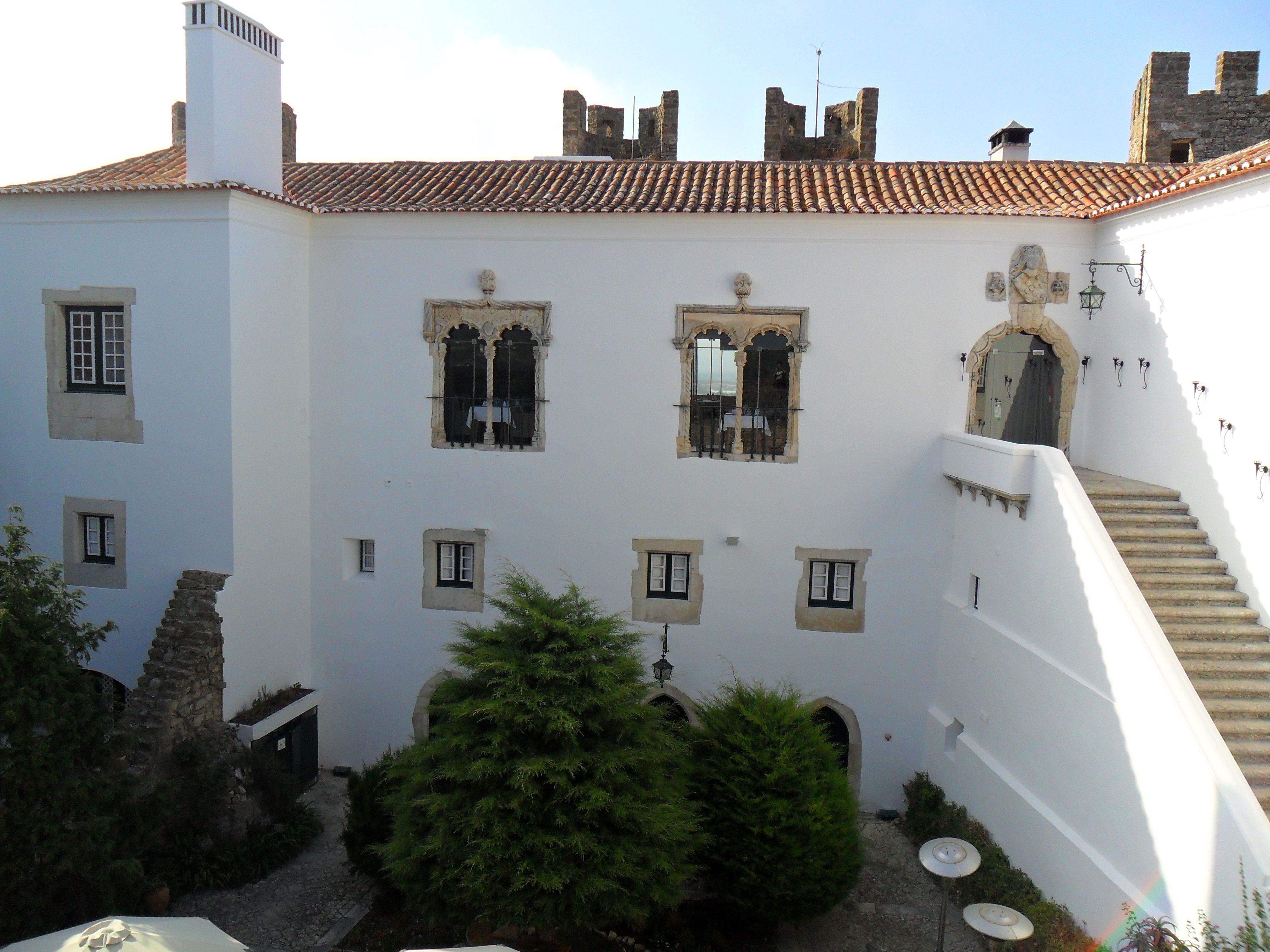
Palác purkrabího, přeměněný na hotel

Sanchův syn a nástupce, král Alfons II., daroval v roce 1210 hrad své manželce Urrake. Za tehdejší politické krize zůstaly hrad a město věrné králi Sanchovi II. a odolaly útokům sil věrných budoucímu králi Alfonsovi III. Tento odpor vedl k heslu mui nobre e sempre leal (velmi vznešený a vždy věrný) v městském znaku.
Město bylo věnováno jako svatební dar králi Denisovi I. a královně Alžbětě a od té doby až do roku 1834 patřilo k majetku všech následujících portugalských královen. Hrad byl dále rozšiřován, například na jižní straně v té době vznikla věž Atalaia. Královna Alžběta nechala také postavit hlavní věž (známou jako Fernandova věž, Torre de D. Fernando).
Během interregna let 1383–1385 se purkrabí (proti přání obyvatel) spojil s Janem I. Kastilským, což vedlo k útoku sil věrných budoucímu králi Janovi I. Portugalskému. Po jeho zvolení králem v Coimbře mu správce hradu Vasco Gonçalves Teixeira Óbidos předal  – po smrti svého otce a bývalého purkrabího Joãa Gonçalvese v bitvě u Aljubarroty.
V 15. století začala výstavba na západní a jižní straně hradu uvnitř hradeb. Za krále Manuela I. získalo město v roce 1513 výsady, což vedlo ke zlepšení města i hradu. Tehdejší purkrabí João de Noronha nechal přestavět Palác purkrabího a vylepšil hradby.
Zemětřesením v Lisabonu roku 1755 byl hrad vážně poškozen. Během poloostrovní války zahájila pevnost v Óbidosu první dělostřeleckou palbu bitvy u Roliçy (1808), která skončila první porážkou napoleonských sil. V roce 1842 byla Albarrãská věž přeměněna na hodinovou věž.
Od roku 1932 se začalo s prvními zásahy Generálního ředitelství pro národní památky a budovy na zpevnění, rekonstrukci a obnově hradu. Po letech pustnutí byl hrad v roce 1948 přeměněn na luxusní historický hotel pod vedením Joãa Filipe Vaz Martinse. V roce 1951 byly hrad a historické centrum Óbidosu prohlášeny za národní památku.

## Architektura

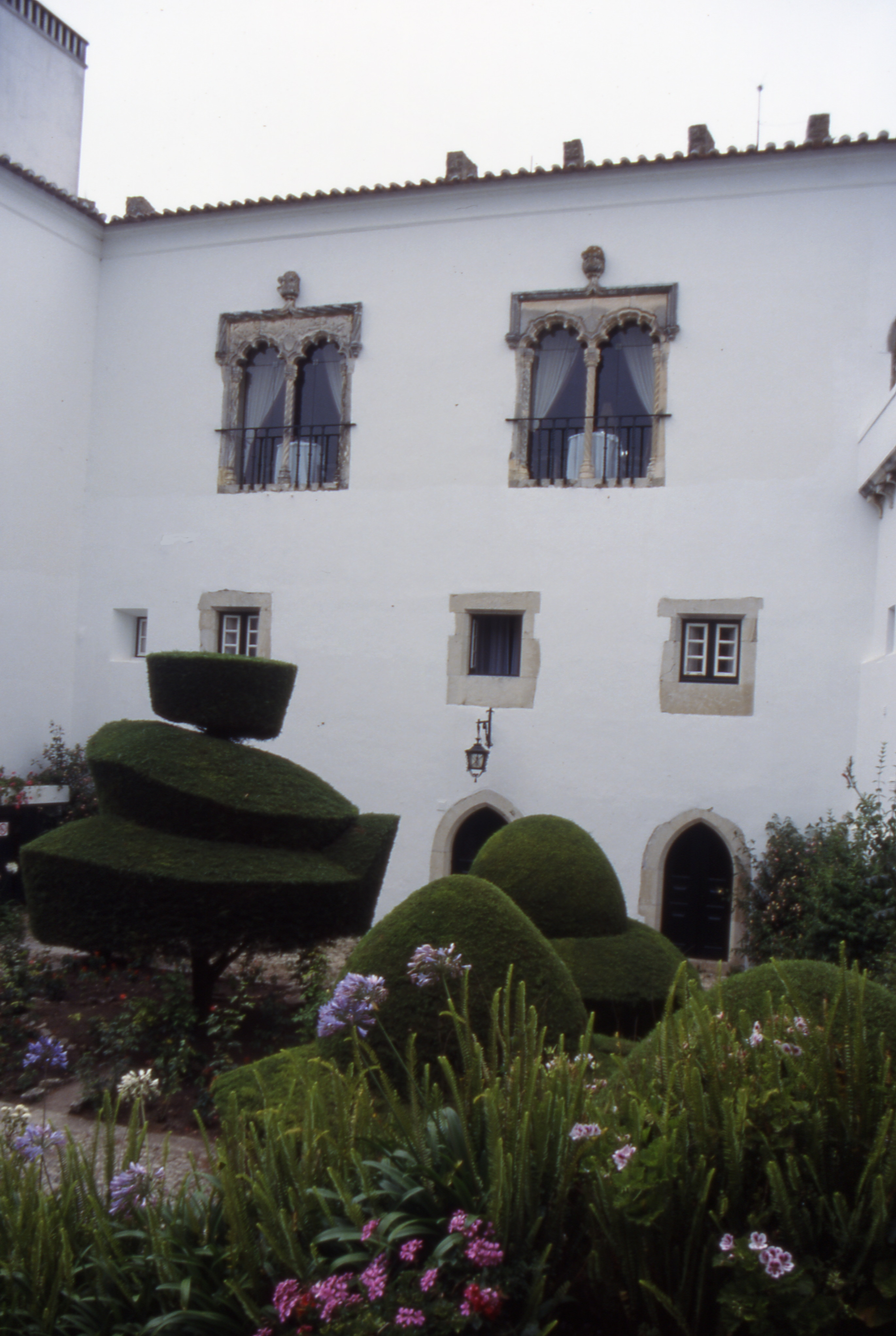
Manuelinská dvojitá okna ve třetím podlaží

Hrad orientovaný na jihovýchod na lichoběžníkovém půdoryse stojí ve výšce 79 metrů nad mořem a leží na severozápadním kraji opevněného území města. Je zpevněn na severu třemi věžemi; na východě a západě hradby dvěma věžemi, známými jako věže krále Denise a Fernanda; na jihu dvěma polokruhovými baštami, jednou z nich vybavenou střílnami; a barbakanem na severu a západě. Podél zdi dělící dvě nádvoří hradu stojí věž Albarrã. V architektuře hradu se mísí prvky románské, gotické, barokní a manuelinské architektury.
Uzavřené nádvoří ve tvaru nepravidelného trojúhelníku je obklopeno zdmi s parapety a cimbuřím. Obvod hradeb, zpevněný čtvercovými a válcovitými věžemi, měří 1565 metrů a je bráněn cimbuřím. Na západě vede linie hradeb podél skal, zpevněná velkými pravoúhlými věžemi. Tuto linii hradeb přerušují brána Cerca, brána Talhada a strážní věž Jogo da Bola a končí na jihozápadě věží Facho. Odtud se hradby nepravidelně přizpůsobují terénu podél severovýchodu, zatáčejí k severu a východu a jsou zpevněny polokruhovými baštami. Na některých místech dosahují hradby výšky třinácti metrů.

### Palác purkrabího
Uvnitř citadely podél severní strany staré zdi stojí Palác purkrabích. Budova má půdorys ve tvaru písmene U a střechu krytou taškami. Západní křídlo je kratší než východní. Centrální křídlo je třípodlažní. Dveře v prvním podlaží paláce jsou završeny gotickými oblouky.
Palác byl přestavěn na hotel: první podlaží je služební, ve druhém je recepce a bar ve východním křídle, zatímco zbývající křídla zabírají ložnice. Ve třetím patře je velká jídelna a obývací pokoje, kuchyně a ložnice. Dvě věže, které lemují jižní fasádu, různých rozměrů a výšek, jsou zakončeny pětiúhelníkovými stínkami (věž Fernandova) a pyramidálními vížkami (věž Denisova) a byly upraveny na pokoje pro hosty.